# Landkreis Schwäbisch Hall
Der Landkreis Schwäbisch Hall ist ein Landkreis im fränkisch geprägten Nordosten Baden-Württembergs. Er gehört zur Regionalverband Heilbronn-Franken im Regierungsbezirk Stuttgart.

## Geographie

### Lage
Der Landkreis Schwäbisch Hall hat Anteil an der Hohenloher Ebene, an den Höhen des Schwäbisch-Fränkischen Walds (Mainhardter Wald, Limpurger Berge, Ellwanger Berge u. a.) sowie an der Frankenhöhe. Die Jagst und der Kocher, die zwei größten rechten Nebenflüsse des Neckars, durchziehen den Landkreis. Die höchste Erhebung ist mit 564,7 m ü. NHN der Altenberg, der tiefste Punkt wird mit 227,8 m ü. NHN beim Austritt des Kochers aus dem Kreisgebiet gemessen.

### Orte
Die Liste der Orte im Landkreis Schwäbisch Hall führt die ungefähr 800 Orte (Städte, Dörfer, Weiler, Höfe, Wohnplätze und Wüstungen) des Landkreises Schwäbisch Hall auf.

### Nachbarkreise
Der Landkreis Schwäbisch Hall grenzt im Uhrzeigersinn im Norden beginnend an die Landkreise Main-Tauber-Kreis (in Baden-Württemberg), Ansbach (in Bayern), Ostalbkreis, Rems-Murr-Kreis, Heilbronn und Hohenlohekreis (alle wiederum in Baden-Württemberg).

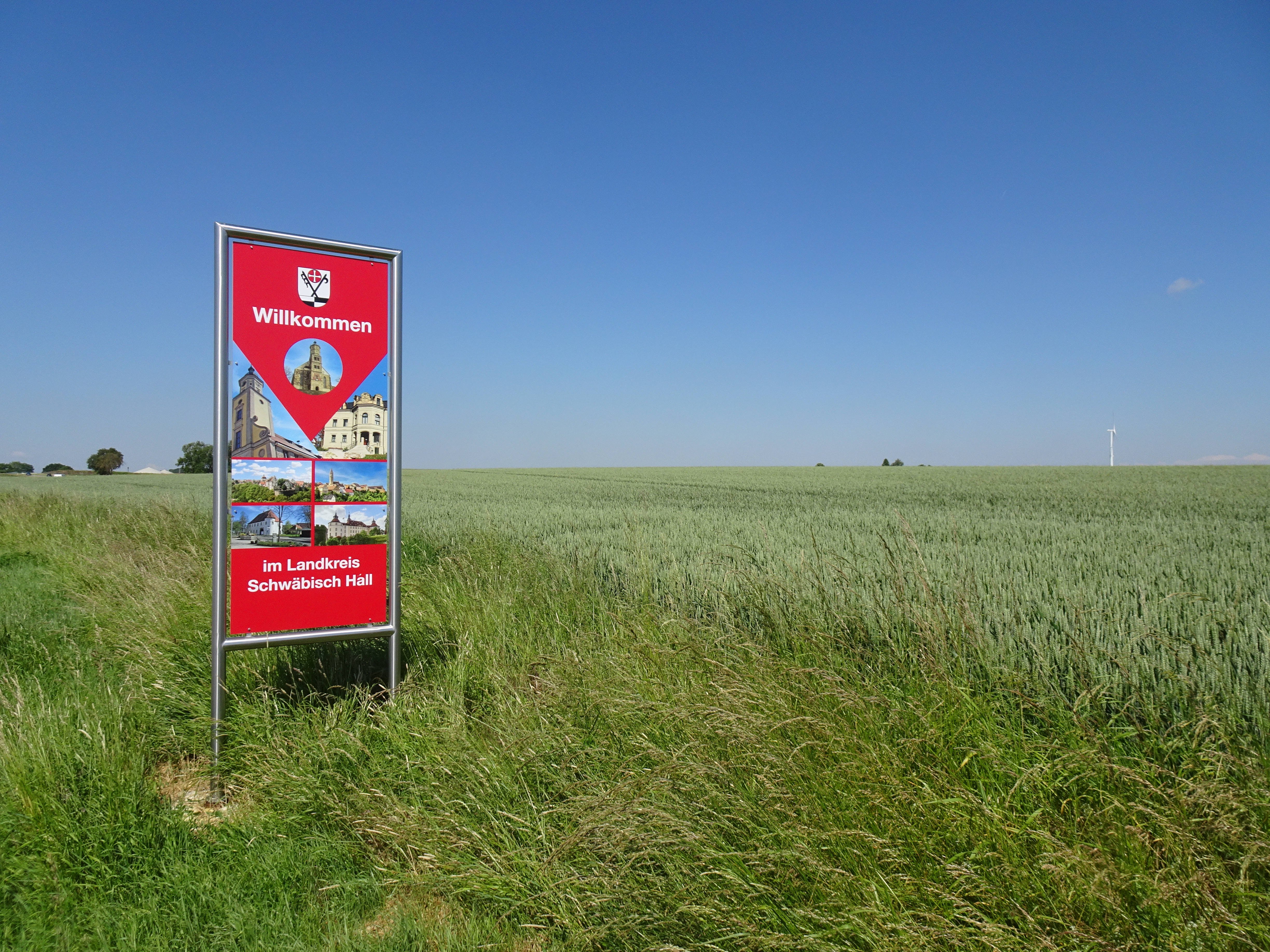
Kreisgrenztafel Lkr. Schwäbisch Hall

## Natur

### Flächenaufteilung
Nach Daten des Statistischen Landesamtes, Stand 2015.

### Naturschutzgebiete
Der Landkreis Schwäbisch Hall besitzt folgende 18 Naturschutzgebiete. Nach der Schutzgebietsstatistik der Landesanstalt für Umwelt, Messungen und Naturschutz Baden-Württemberg (LUBW) stehen 1372,71 Hektar der Kreisfläche unter Naturschutz, das sind 0,92 Prozent
1. Ahorn-Lindenwald: 7,2 ha; Gemarkung Ruppertshofen
2. Bärenwirtshalde-Steinklinge: 5,2 ha; Gemarkungen Sulzbach am Kocher und Laufen am Kocher
3. Crailsheimer Eichwald: 6,3 ha; Gemarkung Crailsheim
4. Feuchtfläche bei der Buchmühle: 4,7 ha; Gemarkungen Rechenberg und Matzenbach
5. Gipsbruch Kirchbühl: 8,4 ha; Gemarkungen Großaltdorf und Unteraspach
6. Grimmbachmündung: 8,4 ha; Gemarkungen Braunsbach und Geislingen am Kocher
7. Hammersbachtal nordöstlich von Westgartshausen: 15,4 ha; Gemarkung Westgartshausen
8. Jagsttal mit Seitentälern zwischen Crailsheim und Kirchberg: 492,6 ha; Gemeinden Crailsheim, Kirchberg an der Jagst, Satteldorf
9. Kalksklinge: 6,0 ha; Gemarkung Geißelhardt
10. Kochertal zwischen Westheim und Steinbach einschließlich Klingenbach sowie Geiß- und Eselsklinge: 221 ha; Gemarkungen Schwäbisch Hall, Michelbach an der Bilz, Uttenhofen und Westheim
11. Kupfermoor: 3,7 ha; Gemarkung Übrigshausen
12. Oberrimbacher Erdfälle: 71,2 ha; Gemarkungen Spielbach, Oberrimbach und Wildentierbach
13. Reiherhalde bei Bächlingen: 80 ha; Gemarkung Bächlingen
14. Reiherhalde Morstein: 7,2 ha; Gemarkung Dünsbach
15. Reußenberg: 182,6 ha; Gemarkungen Rossfeld, Tiefenbach und Triensbach
16. Schlucht des Großen Wimbachs: 3,1 ha; Gemarkung Laufen am Kocher und Frickenhofen
17. Unteres Bühlertal: 306,0 ha; Gemarkungen Untersontheim, Vellberg, Sulzdorf, Unteraspach, Wolpertshausen und Geislingen am Kocher
18. Wacholderberg-Geigerswasen: 30,8 ha; Gemarkung Westgartshausen

## Geschichte
Der Landkreis Schwäbisch Hall geht zurück auf das alte württembergische Oberamt Hall, das infolge des Übergangs der ehemaligen Reichsstadt Schwäbisch Hall an Württemberg nach 1803 eingerichtet und danach mehrmals verändert wurde. 1938 wurde es in den Landkreis Hall überführt, der 1941 in Landkreis Schwäbisch Hall umbenannt wurde.
Bei der Kreisreform erweiterte man den Landkreis Schwäbisch Hall am 1. Januar 1973 um fast alle Gemeinden des aufgelösten Landkreises Crailsheim sowie um das Gebiet Gaildorf, das bis dato dem Landkreis Backnang angehört hatte. Der zugeschlagene Landkreis Crailsheim war ebenfalls 1938 entstanden und geht zurück auf das gleichfalls württembergische Oberamt Crailsheim; es war 1810 errichtet und danach mehrmals verändert worden. Das Gebiet um Gaildorf hatte ein eigenes Oberamt gebildet, ehe es im Jahr 1938 aufgelöst und auf die Landkreise Backnang und Schwäbisch Hall aufgeteilt wurde.
Bereits am 1. Januar 1972 wurden die beiden Gemeinden Eschental und Goggenbach in den Landkreis Öhringen umgegliedert.
Am 1. Januar 1975 wurde die Gemeinde Stimpfach aus dem Ostalbkreis übernommen. Sie war am 1. Januar 1973 aus dem Landkreis Crailsheim dorthin umgegliedert worden.
Nach Abschluss der Gemeindereform in den 1970ern umfasst der Landkreis Schwäbisch Hall nun noch 30 Gemeinden, darunter sind neun Städte insgesamt und zwei Große Kreisstädte (Crailsheim und Schwäbisch Hall). Die meisten Einwohner im Kreis hat die Stadt Schwäbisch Hall, die wenigsten die Stadt Langenburg; die nichtstädtischen Gemeinden liegen dazwischen mit Mainhardt als größter und Bühlerzell als kleinster.

### Einwohnerstatistik

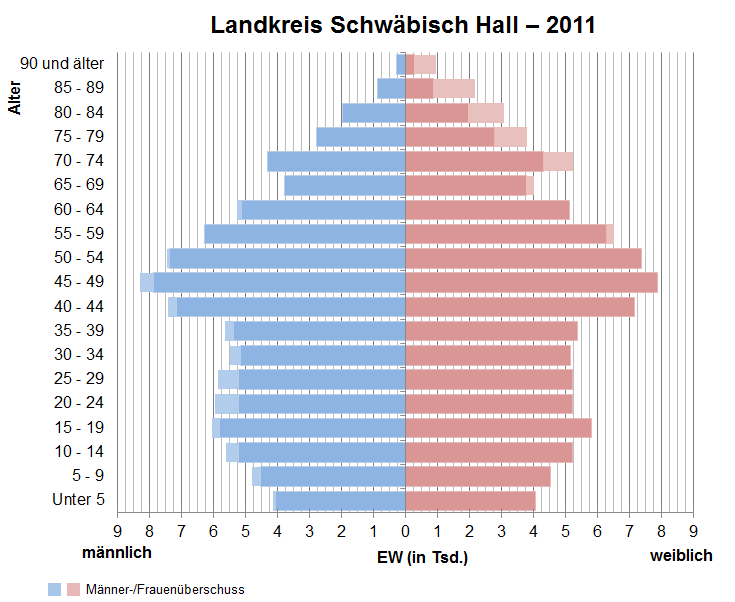
Bevölkerungspyramide für den Kreis Schwäbisch Hall (Datenquelle: Zensus 2011)

Die Einwohnerzahlen sind Volkszählungsergebnisse (¹) oder amtliche Fortschreibungen des Statistischen Landesamts Baden-Württemberg (nur Hauptwohnsitze).
| Datum             | Einwohner |
| ----------------- | --------- |
| 31. Dezember 1973 | 152.473   |
| 31. Dezember 1975 | 151.046   |
| 31. Dezember 1980 | 150.601   |
| 31. Dezember 1985 | 151.104   |
| 25. Mai 1987¹     | 154.041   |
| 31. Dezember 1990 | 164.132   |

| Datum             | Einwohner |
| ----------------- | --------- |
| 31. Dezember 1995 | 180.648   |
| 31. Dezember 2000 | 185.728   |
| 31. Dezember 2005 | 189.580   |
| 31. Dezember 2010 | 188.420   |
| 09. Mai 2011¹     | 186.355   |
| 31. Dezember 2015 | 191.614   |
| 31. Dezember 2020 | 197.860   |

### Konfessionsstatistik
Laut Zensus 2011 waren 57,2 % der Einwohner evangelisch, 20,6 % römisch-katholisch und 22,0 % gehörten anderen Konfessionen oder Religionsgemeinschaften an oder waren konfessionslos. Der Anteil der Protestanten und Katholiken am Gesamtbevölkerung ist seitdem jährlich um 1 Prozentpunkt gesunken. Ende 2020 waren 18,9 % (knapp 37.400) von insgesamt 197.860 Einwohnern im Landkreis Katholiken. Gemäß dem Zensus 2022 waren (Mai 2022) 46,5 % der Einwohner evangelisch, 17,6 % katholisch und 35,9 % waren konfessionslos, gehörten einer anderen Glaubensgemeinschaft an oder machten keine Angabe. Der Kreis Schwäbisch Hall war im Jahr 2022 einer von zwei Kreisen in Baden-Württemberg, die eine (knappe) evangelische Mehrheit hatten.

## Politik
Der Landkreis wird vom Kreistag und vom Landrat verwaltet. Der Kreistag wird von den Wahlberechtigten im Landkreis auf fünf Jahre gewählt. Dieses Gremium wählt den Landrat für eine Amtszeit von acht Jahren. Dieser ist gesetzlicher Vertreter und Repräsentant des Landkreises sowie Vorsitzender des Kreistags und seiner Ausschüsse. Er leitet das Landratsamt und ist Beamter des Kreises.
Zu seinem Aufgabengebiet zählen die Vorbereitung der Kreistagssitzungen sowie seiner Ausschüsse. Er beruft Sitzungen ein, leitet diese und vollzieht die dort gefassten Beschlüsse. In den Gremien hat er kein Stimmrecht. Sein Stellvertreter in der Leitung des Landratsamtes ist der Erste Landesbeamte.

### Kreistag
Der Kreistag wird von den Wahlberechtigten im Landkreis auf fünf Jahre gewählt. Das Ergebnis der Kommunalwahl am 9. Juni 2024 führte zu folgender Sitzverteilung:
- Linke: 1
- SPD: 6
- Grüne: 7
- ÖDP: 1
- FREIE: 16
- FWV K: 1
- FDP: 5
- CDU: 14
- basis: 1
- AfD: 8

Grüne und ödp haben sich zu einer Fraktion zusammengeschlossen.
Ergebnisse der Kreistagswahlen seit 1989
| Parteien und Wählergemeinschaften | Parteien und Wählergemeinschaften           | % 2019 | Sitze 2019 | % 2014 | Sitze 2014 | % 2009 | Sitze 2009 | % 2004 | Sitze 2004 | % 1999 | Sitze 1999 | % 1994 | Sitze 1994 | % 1989 | Sitze 1989 |
| FREIE                             | FREIE                                       | 27,7   | 17         | 27,16  | 17         | 28,9   | 19         | –      | –          | –      | –          | –      | –          | –      | –          |
| WG                                | Wählervereinigungen                         | –      | –          | –      | –          | –      | –          | 29,3   | 20         | 32,7   | 21         | 30,8   | 18         | 30,4   | 16         |
| CDU                               | Christlich Demokratische Union Deutschlands | 23,0   | 12         | 28,50  | 16         | 29,1   | 17         | 33,4   | 20         | 35,4   | 22         | 33,5   | 20         | 36,5   | 20         |
| SPD                               | Sozialdemokratische Partei Deutschlands     | 12,9   | 8          | 19,58  | 11         | 17,5   | 9          | 16,9   | 9          | 20,4   | 11         | 22,1   | 12         | 24,8   | 12         |
| GRÜNE                             | Bündnis 90/Die Grünen                       | 16,6   | 10         | 13,01  | 7          | 10,5   | 5          | 9,2    | 5          | 7,5    | 4          | 9,9    | 5          | 8,4    | 4          |
| FDP                               | Freie Demokratische Partei                  | 8,5    | 5          | 8,08   | 5          | 10,2   | 6          | 8,3    | 5          | –      | –          | –      | –          | –      | –          |
| ÖDP                               | Ökologisch-Demokratische Partei             | 3,7    | 2          | 3,67   | 2          | 3,8    | 2          | –      | –          | –      | –          | –      | –          | –      | –          |
| LINKE                             | Die Linke                                   | 2,4    | 1          | –      | –          | –      | –          | –      | –          | –      | –          | –      | –          | –      | -          |
| AfD                               | Alternative für Deutschland                 | 5,2    | 3          | –      | –          | –      | –          | –      | –          | –      | –          | –      | –          | –      | –          |
| Sonst.                            | Sonstige                                    | –      | –          | –      | –          | –      | –          | 2,9    | 1          | 4,0    | 1          | 3,7    | 2          | –      | –          |
| Gesamt                            | Gesamt                                      | 100    | 58         | 100    | 58         | 100    | 58         | 100    | 60         | 100    | 59         | 100    | 57         | 100    | 52         |
| Wahlbeteiligung                   | Wahlbeteiligung                             | 55,7 % | 55,7 %     | 45,7 % | 45,7 %     | 47,5 % | 47,5 %     | 50,4 % | 50,4 %     | 52,4 % | 52,4 %     | 64,2 % | 64,2 %     | 61,1 % | 61,1 %     |

- WG: Wählervereinigungen, da sich die Ergebnisse von 1989 bis 2004 nicht auf einzelne Wählergruppen aufschlüsseln lassen.
- GRÜNE und ÖDP bilden in der Wahlperiode 2019–2024 eine Fraktionsgemeinschaft.

### Landrat
Die Landräte des ehemaligen Landkreises Crailsheim von 1939 bis 1972 sind im Artikel Landkreis Crailsheim dargestellt.
Die Oberamtmänner des Oberamts Hall von 1808 bis 1939 sind im Artikel Oberamt Hall aufgeführt.
Die Landräte des Landkreises Schwäbisch Hall seit 1939:
- 1939–1945: Wilhelm Winghofer (Amtsverweser)
- 1945:–1946 Eduard Hirsch (Amtsverweser)
- 1945–1949: Erich Dietz
- 1949–1960: Hermann Müller
- 1960–1987: Roland Biser
- 1988–2003: Ulrich Stückle
- seit 2004: Gerhard Bauer

### Wappen
In Silber, schräggekreuzt aus von Silber und Schwarz geviertem Schildfuß wachsend, ein schwarzer Kesselhaken (Kräuel) und ein schwarzer Flößerhaken; dazwischen oben eine rote Scheibe, darin ein silbernes Kreuz (Wappen-Verleihung 25. April 1974).

Das alte Wappen des Landkreises Schwäbisch Hall

Das gevierte Zollernwappen steht für das ehemalige Markgraftum Brandenburg-Ansbach, welches im ehemaligen Landkreis Crailsheim große Gebietsanteile besaß. Der Kesselhaken ist das Wappenbild der Stadt Crailsheim. Der Flößerhaken entstammt dem Wappen der Grafen von Limpurg, welche im südlichen Kreisgebiet Anteil hatten. Die Scheibe stellt die „Heller-Münze“ dar. Die Stadt Schwäbisch Hall war seit der Stauferzeit Münzprägestätte und Geburtsort des nach ihr benannten Hellers.
Vor der Kreisreform hatte der alte Landkreis Schwäbisch Hall ein anderes Wappen. Es zeigte in Gold auf einem roten Dreiberg einen schreitenden säenden Landmann mit blauem, rot gefüttertem Rock, schwarzen Kniehosen, Schuhen und Hut, silbernen Strümpfen und silbernem umgehängtem Säsack. Dieses Wappen hatte das frühere Oberamt Hall am 29. November 1928 durch den Bezirksrat angenommen. Mit diesem Wappen sollte die landwirtschaftlich geprägte Gegend sowie die fränkische Tracht versinnbildlicht werden. Schwarz und Gold verwiesen auf die württembergischen Farben, Gold und Rot auf die Stadtfarben der Kreisstadt.
Siehe auch: Liste der Wappen im Landkreis Schwäbisch Hall

### Kreispartnerschaften
Der Landkreis Schwäbisch Hall pflegt partnerschaftliche Beziehungen zum Landkreis Nordsachsen (bis 2008 Landkreis Delitzsch) in Sachsen und zum Landkreis Zamość in Polen.

## Wirtschaft und Infrastruktur
Im Zukunftsatlas 2016 belegte der Landkreis Schwäbisch Hall Platz 91 von 402 Landkreisen, Kommunalverbänden und kreisfreien Städten in Deutschland und zählt damit zu den Orten mit „Zukunftschancen“.

### Landwirtschaft
Im Landkreis ist die Hausschweinrasse Schwäbisch-Hällisches Landschwein beheimatet, aus dem Qualitätsschweinefleisch aus geschützter geographischer Herkunft gewonnen wird.

### Bahnverkehr
Die Königlich Württembergischen Staats-Eisenbahnen nahmen 1862 zunächst die „Kocherbahn“ von Heilbronn bis nach Schwäbisch Hall in Betrieb, die 1867 bis Crailsheim weitergeführt wurde, das schon im Jahr zuvor durch die Obere Jagstbahn von Aalen her erreicht worden war. Im Knotenbahnhof Crailsheim begann ab 1869 die Strecke nach Königshofen; 1875 folgte auch die Verbindung nach Nürnberg. Eine weitere Verbindung nach Stuttgart brachte die Murrtalbahn, die 1879/80 in Hessental bei Schwäbisch Hall nach Gaildorf und weiter nach Backnang abzweigte.
Erst im Jahre 1900 wurde die kleine Residenzstadt Langenburg von Blaufelden her über eine Nebenbahn an die Bahnstrecke Crailsheim–Königshofen angebunden. Vom Bahnhof Gaildorf West führte seit 1903 die Württembergische Eisenbahn-Gesellschaft ihre Obere Kochertalbahn ein Stück im Kochertal aufwärts bis Untergröningen. Sie ist im Jahre 2000 für den Personenverkehr stillgelegt worden. Auf der Strecke zwischen Blaufelden und Langenburg ruht er schon seit 1963. Das Netz der Hauptbahnen umfasst noch immer 112 km Länge.

#### Fernstraßen
Durch das südliche Kreisgebiet führt die A 6 Heilbronn–Nürnberg, im äußersten Südosten streift die A 7 Ulm–Würzburg kurz das Kreisgebiet bei Fichtenau. Ferner erschließen mehrere Bundes-, Landes- und Kreisstraßen den Landkreis. Wichtige Bundesstraßen sind die B 14 Schwäbisch Hall–Stuttgart, die B 19 Schwäbisch Hall–Würzburg und die B 290 Aalen–Bad Mergentheim.

#### Radverkehr
Durch den Landkreis führen als Alltagsrouten aus dem Radnetz Baden-Württemberg:
- Von Murrhardt kommend über Gaildorf, Schwäbisch Hall, Ilshofen und Crailsheim Richtung Feuchtwangen
- Von Öhringen kommend nach Schwäbisch Hall
- Von Weikersheim kommend über Schrozberg, Rot am See und Crailsheim Richtung Ellwangen.

Außerdem gibt es einen Radroutenplan des Landkreises.
Zudem bestehen als touristische Landes-Radfernwege:
- Der Kocher-Jagst-Radweg ist ein Rundkurs entlang der beiden Flüsse Kocher und Jagst zwischen Bad Friedrichshall und einer Querverbindung zwischen den Tälern bei Aalen (Stadtteil Unterkochen) und Lauchheim.
- Der Württemberger Tälerradweg führt von Crailsheim über Aalen nach Ulm und weiter über Göppingen nach Schwäbisch Gmünd.
- In Gaildorf endet der Stromberg-Murrtal-Radweg, der von Karlsruhe über Backnang und Murrhardt nach Gaildorf führt und damit den Rheinradweg mit dem Kocher-Jagst-Radweg verbindet.

Der Landkreis ist Mitglied in der Arbeitsgemeinschaft Fahrrad- und Fußgängerfreundlicher Kommunen in Baden-Württemberg e. V.

### Kreiseinrichtungen
Der Landkreis Schwäbisch Hall ist Schulträger folgender Beruflichen Schulen: Gewerbliche Schule Schwäbisch Hall, Kaufmännische Schule Schwäbisch Hall, Sibilla-Egen-Schule (Hauswirtschaftliche Schule) Schwäbisch Hall, Gewerbliche Schule Crailsheim, Kaufmännische Schule Crailsheim und Eugen-Grimminger-Schule (Hauswirtschaftliche und Landwirtschaftliche Schule) Crailsheim ferner folgender Sonderpädagogischer Bildungs- und Beratungszentren: Fröbelschule mit Schulkindergarten Satteldorf (Förderschwerpunkt geistige Entwicklung), Wolfgang-Wendlandt-Schule Schwäbisch Hall (Förderschwerpunkt Sprache) und Sprachheilschule Crailsheim (Förderschwerpunkt Sprache).
Der Landkreis Schwäbisch Hall ist Träger des Diak Klinikums in Schwäbisch Hall (Schwerpunktversorger) und des Klinikums Crailsheim (Grund- und Regelversorger).

## Gemeinden
(Einwohner am 31. Dezember 2024)
| Vereinbarte Verwaltungsgemeinschaften und Gemeindeverwaltungsverbände 1. Gemeindeverwaltungsverband Braunsbach-Untermünkheim mit Sitz in Braunsbach; Mitgliedsgemeinden: Braunsbach und Untermünkheim 2. Gemeindeverwaltungsverband Brettach-Jagst mit Sitz in Rot am See; Mitgliedsgemeinden: Stadt Kirchberg an der Jagst sowie Gemeinden Rot am See und Wallhausen 3. Vereinbarte Verwaltungsgemeinschaft der Stadt Crailsheim mit den Gemeinden Frankenhardt, Satteldorf und Stimpfach 4. Gemeindeverwaltungsverband Fichtenau mit Sitz in Fichtenau; Mitgliedsgemeinden: Fichtenau und Kreßberg 5. Vereinbarte Verwaltungsgemeinschaft der Stadt Gerabronn mit der Stadt Langenburg 6. Gemeindeverwaltungsverband Ilshofen-Vellberg mit Sitz in Ilshofen; Mitgliedsgemeinden: Städte Ilshofen und Vellberg sowie Gemeinde Wolpertshausen 7. Gemeindeverwaltungsverband Limpurger Land mit Sitz in Gaildorf; Mitgliedsgemeinden: Stadt Gaildorf sowie Gemeinden Fichtenberg, Oberrot und Sulzbach-Laufen 8. Gemeindeverwaltungsverband Oberes Bühlertal mit Sitz in Obersontheim; Mitgliedsgemeinden: Bühlertann, Bühlerzell und Obersontheim 9. Vereinbarte Verwaltungsgemeinschaft der Stadt Schwäbisch Hall mit den Gemeinden Michelbach an der Bilz, Michelfeld und Rosengarten | Städte 1. Crailsheim, Große Kreisstadt (35.755) 2. Gaildorf (12.005) 3. Gerabronn (4451) 4. Ilshofen (6990) 5. Kirchberg an der Jagst (4221) 6. Langenburg (1749) 7. Schrozberg (5777) 8. Schwäbisch Hall, Große Kreisstadt (42.598) 9. Vellberg (4747) Weitere Gemeinden 1. Blaufelden (5439) 2. Braunsbach (2472) 3. Bühlertann (3075) 4. Bühlerzell (2090) 5. Fichtenau (4588) 6. Fichtenberg (2895) 7. Frankenhardt (5026) 8. Kreßberg (4008) 9. Mainhardt (5973) 10. Michelbach an der Bilz (3325) 11. Michelfeld (3720) 12. Oberrot (3476) 13. Obersontheim (5355) 14. Rosengarten (5309) 15. Rot am See (5531) 16. Satteldorf (5703) 17. Stimpfach (2952) 18. Sulzbach-Laufen (2560) 19. Untermünkheim (3076) 20. Wallhausen (3671) 21. Wolpertshausen (2365) |

## Gemeinden vor der Kreisreform
Vor der Kreisreform am 1. Januar 1973 bzw. vor der Gemeindereform gehörten zum (alten) Landkreis Schwäbisch Hall seit 1938 insgesamt 46 Gemeinden, darunter 3 Städte.
Am 7. März 1968 stellte der Landtag von Baden-Württemberg die Weichen für eine Gemeindereform. Mit dem Gesetz zur Stärkung der Verwaltungskraft kleinerer Gemeinden war es möglich, dass sich kleinere Gemeinden freiwillig zu größeren Gemeinden vereinigen konnten. Den Anfang im alten Landkreis Schwäbisch Hall machte am 1. Juli 1971 die Gemeinde Gnadental, die sich mit der Gemeinde Michelfeld vereinigte. In der Folgezeit reduzierte sich die Zahl der Gemeinden stetig. Am 1. Januar 1972 verließen die Gemeinden Eschental und Goggenbach den Landkreis Schwäbisch Hall, weil sie in die Gemeinde Kupferzell, Landkreis Öhringen, eingegliedert wurden. Die noch verbliebenen Gemeinden des alten Landkreises Schwäbisch Hall gingen am 1. Januar 1973 im neuen vergrößerten Landkreis Schwäbisch Hall auf, doch gab dieser am 1. Januar 1974 noch die Gemeinde Finsterrot, die bis 1972 noch zum alten Landkreis gehört hatte, an den Landkreis Heilbronn ab, weil sich diese Gemeinde mit Wüstenrot vereinigte.
Die größte Gemeinde des alten Landkreises Schwäbisch Hall war die Kreisstadt Schwäbisch Hall, die seit dem 1. Oktober 1960 Große Kreisstadt ist. Die kleinste Gemeinde war Goggenbach.
Der alte Landkreis Schwäbisch Hall umfasste zuletzt eine Fläche von 568 km² und hatte bei der Volkszählung 1970 insgesamt 63.864 Einwohner.
In der Tabelle wird die Einwohnerentwicklung des alten Landkreises Schwäbisch Hall bis 1970 angegeben. Alle Einwohnerzahlen sind Volkszählungsergebnisse.
| Datum              | Einwohner |
| ------------------ | --------- |
| 17. Mai 1939       | 42.980    |
| 13. September 1950 | 56.674    |

| Datum        | Einwohner |
| ------------ | --------- |
| 6. Juni 1961 | 59.273    |
| 27. Mai 1970 | 63.864    |

In der Tabelle stehen die Gemeinden des alten Landkreises Schwäbisch Hall vor der Gemeindereform. Bis auf die drei Gemeinden Eschental, Goggenbach und Finsterrot gehören alle auch heute noch zum Landkreis Schwäbisch Hall. Eschental und Goggenbach gehören heute zum Hohenlohekreis, Finsterrot zum Landkreis Heilbronn.

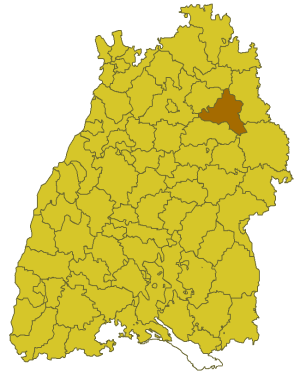
Landkreis Schwäbisch Hall vor der Kreisreform

| frühere Gemeinde                  | heutige Gemeinde       | Einwohner am 6. Juni 1961 |
| --------------------------------- | ---------------------- | ------------------------- |
| Ammertsweiler                     | Mainhardt              | 379                       |
| Arnsdorf                          | Braunsbach             | 265                       |
| Bibersfeld                        | Schwäbisch Hall        | 995                       |
| Braunsbach                        | Braunsbach             | 839                       |
| Bubenorbis                        | Mainhardt              | 645                       |
| Bühlertann                        | Bühlertann             | 2.004                     |
| Bühlerzell                        | Bühlerzell             | 1.154                     |
| Döttingen                         | Braunsbach             | 304                       |
| Eckartshausen                     | Ilshofen               | 747                       |
| Eltershofen                       | Schwäbisch Hall        | 365                       |
| Enslingen                         | Untermünkheim          | 557                       |
| Eschental                         | Kupferzell             | 250                       |
| Finsterrot                        | Wüstenrot              | 338                       |
| Gailenkirchen                     | Schwäbisch Hall        | 1.424                     |
| Geifertshofen                     | Bühlerzell             | 424                       |
| Geislingen am Kocher              | Braunsbach             | 422                       |
| Geißelhardt                       | Mainhardt              | 781                       |
| Gelbingen                         | Schwäbisch Hall        | 794                       |
| Gnadental                         | Michelfeld             | 428                       |
| Goggenbach                        | Kupferzell             | 182                       |
| Großaltdorf                       | Vellberg               | 1.038                     |
| Hütten                            | Mainhardt              | 333                       |
| Ilshofen, Stadt                   | Ilshofen               | 1.223                     |
| Jungholzhausen                    | Braunsbach             | 325                       |
| Mainhardt                         | Mainhardt              | 1.394                     |
| Michelbach an der Bilz            | Michelbach an der Bilz | 1.721                     |
| Michelfeld                        | Michelfeld             | 1.656                     |
| Mittelfischach                    | Obersontheim           | 714                       |
| Oberfischach                      | Obersontheim           | 631                       |
| Obersontheim                      | Obersontheim           | 1.456                     |
| Obersteinach                      | Ilshofen               | 560                       |
| Orlach                            | Braunsbach             | 228                       |
| Rieden                            | Rosengarten            | 766                       |
| Schwäbisch Hall, Große Kreisstadt | Schwäbisch Hall        | 21.866                    |
| Steinkirchen                      | Braunsbach             | 272                       |
| Sulzdorf                          | Schwäbisch Hall        | 1.656                     |
| Tüngental                         | Schwäbisch Hall        | 973                       |
| Übrigshausen                      | Untermünkheim          | 525                       |
| Unteraspach                       | Ilshofen               | 736                       |
| Untermünkheim                     | Untermünkheim          | 1.012                     |
| Untersontheim                     | Obersontheim           | 750                       |
| Uttenhofen                        | Rosengarten            | 1.059                     |
| Vellberg, Stadt                   | Vellberg               | 1.645                     |
| Weckrieden                        | Schwäbisch Hall        | 273                       |
| Westheim                          | Rosengarten            | 1.730                     |
| Wolpertshausen                    | Wolpertshausen         | 1.434                     |

## Kfz-Kennzeichen
Am 1. Juli 1956 wurde dem Landkreis bei der Einführung der bis heute gültigen Kfz-Kennzeichen das Unterscheidungszeichen SHA zugewiesen. Es wird durchgängig bis heute ausgegeben. Bis in die 1990er Jahre erhielten Fahrzeuge aus dem Altkreis Crailsheim Kennzeichen mit den Buchstabenpaaren PA bis ZZ und den Zahlen von 1 bis 999.
Seit dem 28. März 2014 ist im Rahmen der Kennzeichenliberalisierung optional das Unterscheidungszeichen CR (früher Crailsheim) erhältlich und seit dem 1. September 2018 auch das Unterscheidungszeichen BK (früher Backnang).